# Vlag van Lanzarote

Vlag van Lanzarote

De vlag van Lanzarote is diagonaal verdeeld in twee rechthoekige driehoeken, vanaf het bovenste deel is rood en het onderste deel is blauw, met in het midden staat het wapen van het eiland.
Hoewel deze vlag niet officieel is goedgekeurd door de regering van de Canarische Eilanden, is het wel de vlag die meestal wordt gebruikt om Lanzarote te vertegenwoordigen bij officiële, traditionele en populaire evenementen. Het is in feite dezelfde vlag als die van de hoofdstad van het eiland, Arrecife, hoewel er een donkerder tint blauw wordt gebruikt om Lanzarote te vertegenwoordigen.